# Zwart wevertje
Het zwart wevertje (Tenuiphantes flavipes) is een spinnensoort in de taxonomische indeling van de hangmatspinnen (Linyphiidae).
Het dier behoort tot het geslacht Tenuiphantes. De wetenschappelijke naam van de soort werd voor het eerst geldig gepubliceerd in 1854 door John Blackwall.